# Bernadette Karpf
Bernadette Karpf (* 3. Juli 1996 in Landshut) ist eine deutsche Eishockeyspielerin, die seit Mai 2022 für Leksands IF in der Svenska damhockeyligan (SDHL) spielt.

## Karriere
Bernadette Karpf begann ihrer Karriere in der Laufschule des EV Landshut, durchlief dort die männlichen Nachwuchsmannschaften und spielte bis 2013 in der Schüler-Bundesliga für den Verein. Parallel kam sie ab der Saison 2009/10 für die Frauenmannschaft des ESC Planegg in der Fraueneishockey-Bundesliga zum Einsatz. Gleich in der ersten Saison gewann sie mit dem ESCP die EWHL und wurde deutsche Vizemeisterin. Ab etwa 2011 gehörte sie zu den Stammspielerinnen des Clubs. Zwischen 2013 und 2015 lief sie parallel für die (männliche) Jugendmannschaft des TSV Erding in der Jugend-Bayernliga (U18) auf.
Mit dem ESC Planegg gewann Karpf eine Vielzahl von Titeln, unter anderem 2012, 2013, 2014, 2015 und 2017 die deutsche Meisterschaft sowie 2012 und 2015 den DEB-Pokal der Frauen. 2019 entschloss sie sich aufgrund des kürzeren Fahrtweges von ihrem Wohn- und Studienort Regensburg zu einem Wechsel zum ERC Ingolstadt. Mit diesem gewann sie am Ende der Saison 2021/22 den ersten Meistertitel in der Vereinsgeschichte. Nach diesem Erfolg verließ sie den ERCI und wechselt erstmals ins Ausland zu Leksands IF.

### International
Bernadette Karpf nahm im Juniorenbereich an den U18-Weltmeisterschaften 2012 (Platz 4), 2013 (Platz 8) und 2014 (Division I, Platz 3) teil.
Während der Saison 2014/15 debütierte Karpf für das Frauen-Nationalteam und kam erstmals 2015 bei einer Weltmeisterschaft zum Einsatz. Dabei stieg Deutschland aus der Top- in die Division I ab. Ein Jahr später, bei der Frauen-Weltmeisterschaft 2016, schaffte Karpf mit dem Team den Wiederaufstieg in die Top-Division. Weitere Teilnahmen an Weltmeisterschaften folgten 2017 (Platz 4), 2019 und 2021. Bis Mai 2022 absolvierte Karpf 130 Länderspiele, in denen sie 17 Scorerpunkte erzielte.

## Erfolge und Auszeichnungen
- 2010 Gewinn der EWHL mit dem ESC Planegg
- 2012 DEB-Pokalsieger der Frauen mit dem ESC Planegg
- 2012 Deutscher Meister mit dem ESC Planegg
- 2012 EWHL-Super-Cup-Gewinn  mit dem ESC Planegg
- 2013 Deutscher Meister mit dem ESC Planegg
- 2014 Deutscher Meister mit dem ESC Planegg
- 2013 EWHL-Super-Cup-Gewinn  mit dem ESC Planegg
- 2015 DEB-Pokalsieger der Frauen mit dem ESC Planegg
- 2015 Deutscher Meister mit dem ESC Planegg
- 2016 Aufstieg in die Top-Division bei der Weltmeisterschaft 2016
- 2017 Deutscher Meister mit dem ESC Planegg[4]
- 2022 Deutscher Meister mit dem ERC Ingolstadt

## Karrierestatistik
(Legende zur Spielerstatistik: Sp oder GP = absolvierte Spiele; T oder G = erzielte Tore; V oder A = erzielte Assists; Pkt oder Pts = erzielte Scorerpunkte; SM oder PIM = erhaltene Strafminuten; +/− = Plus/Minus-Bilanz; PP = erzielte Überzahltore; SH = erzielte Unterzahltore; GW = erzielte Siegtore; 1 Play-downs/Relegation; Kursiv: Statistik nicht vollständig)